# Rhizodiniales
Rhizodiniales, organismos unicelulares de la superclase Dinoflagellata, clase Dinophyceae, subclase Dinophycidae, con dos flagelos heterocontos en el sulco y el cíngulo. Son formas ameboides.